# Bartal

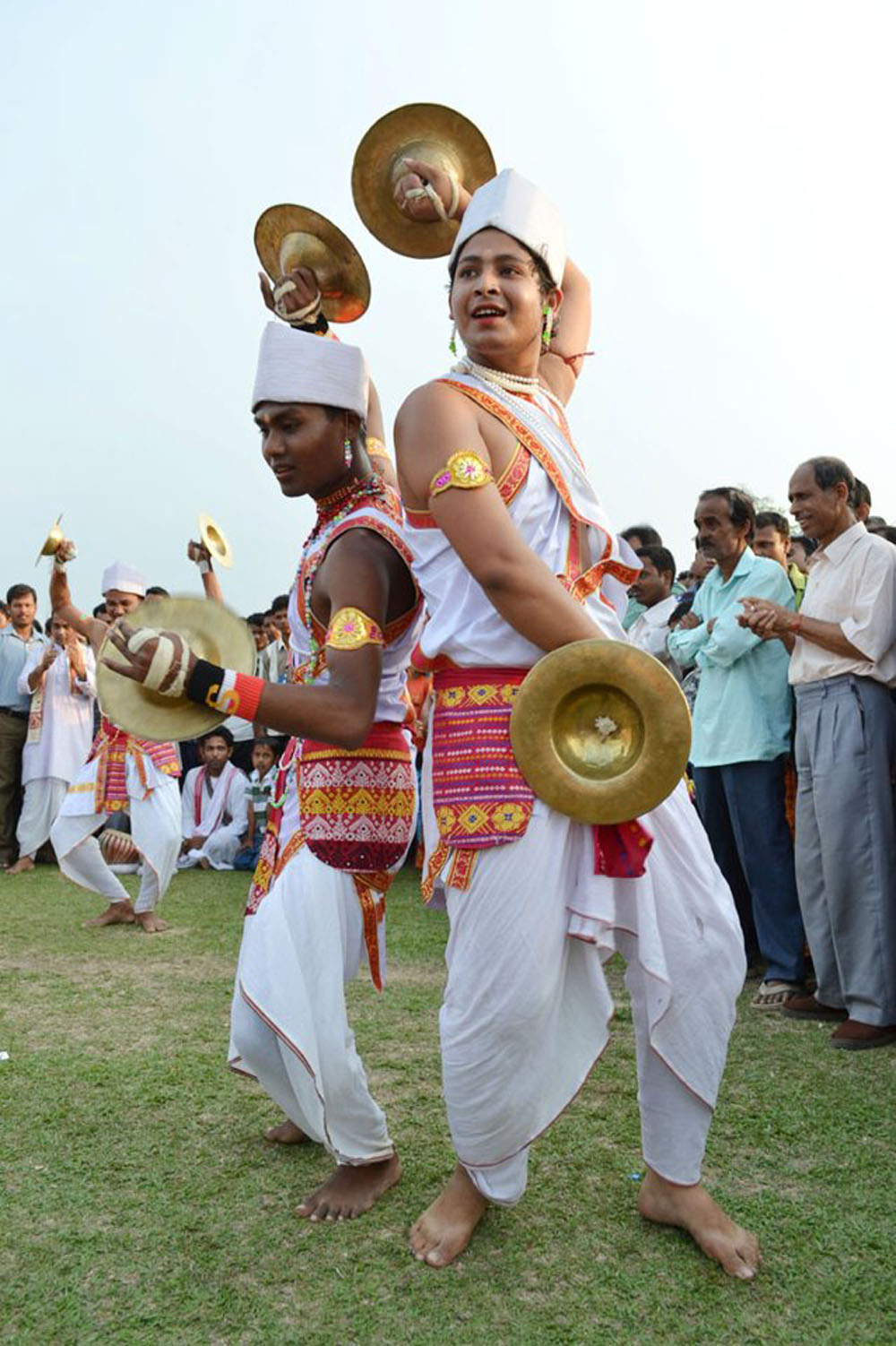
Bartal nritya, „Bartal-Tanz“ in Assam

Bartal, bartāl, bortal, bhortāl, bhor-taal (assamesisch বৰতাল), ist ein  Paarbecken, das im nordostindischen Bundesstaat Assam zur Begleitung von Tänzen und religiösen Gesängen in einer vishnuitischen Glaubensrichtung verwendet wird. Das bartal ist das größte Paarbecken in Indien. Es stammt vermutlich aus der tibetischen Ritualpraxis, bei der rol-mo geschlagen werden. 

## Herkunft
Paarbecken oder Handzimbeln gehören zu den Gegenschlagidiophonen, die in Indien in zahlreichen Varianten als insgesamt schalenförmig gebogene oder am Rand flache und nur in der Mitte gebuckelte Platten vorkommen. Sie geben in der religiösen Musik, der indischen Volksmusik und in der klassischen Musik den Grundschlag (tal) an. Das von Sanskrit tāla, „Handfläche“, „schlagen“, „Metrum“, abgeleitete Wort bezeichnet in Nordindien außerdem Zimbeln oder Becken, mit denen der Takt markiert wird. Sie gehören funktional zur Gruppe der tala vadya („Rhythmus-Instrumente“), nach der Art der Tonerzeugung gehören sie gemäß der altindischen Klassifizierung zu den ghana vadya („feste Instrumente“).
Ein Präfix wie bar- dient zur Bezeichnung eines bestimmten Zimbeltyps. In Südindien heißen Zimbeln entsprechend talam, ein überwiegend in der religiösen Musik von Kerala gespielter Zimbeltyp ist das elathalam. Kleine Zimbeln wie das nordindische manjira mit fünf bis zehn Zentimetern Durchmesser sind in der Regel dickwandig und aus Messing oder Bronze gegossen, größere Becken wie das bartal werden aus Rohformen dünn ausgeschmiedet. In der Mitte sind die Becken mit einem Loch versehen, durch das eine Kordel zum Festhalten gezogen ist. Paarbecken werden mit beiden Händen gehalten und mit den Rändern gegeneinander geschlagen oder entlang der Ränder aneinander gerieben. Die ältesten Becken in Südasien kamen bei Ausgrabungen der Indus-Kultur zum Vorschein und werden in vedischen Texten als aghati erwähnt.
Nach assamesischen Quellen stammt das bartal aus Bhot desh, ein Sanskritwort für das heutige Gebiet Tibet, und wurde von den Bhotiya, einer zu den Tibetern gehörenden Volksgruppe gebracht. Der Name bhota tala, daraus bartal, erinnert somit an die Herkunft. Tatsächlich sind Paarbecken wie die rol-mo für die tibetische Ritualmusik von wesentlicher Bedeutung und das bartal kam vermutlich aus Tibet und Bhutan nach Assam, wo es der Gelehrte und Begründer des assamesischen Vishnuismus, Sankaradeva (1499–1568) erwähnt.

## Bauform und Verbreitung

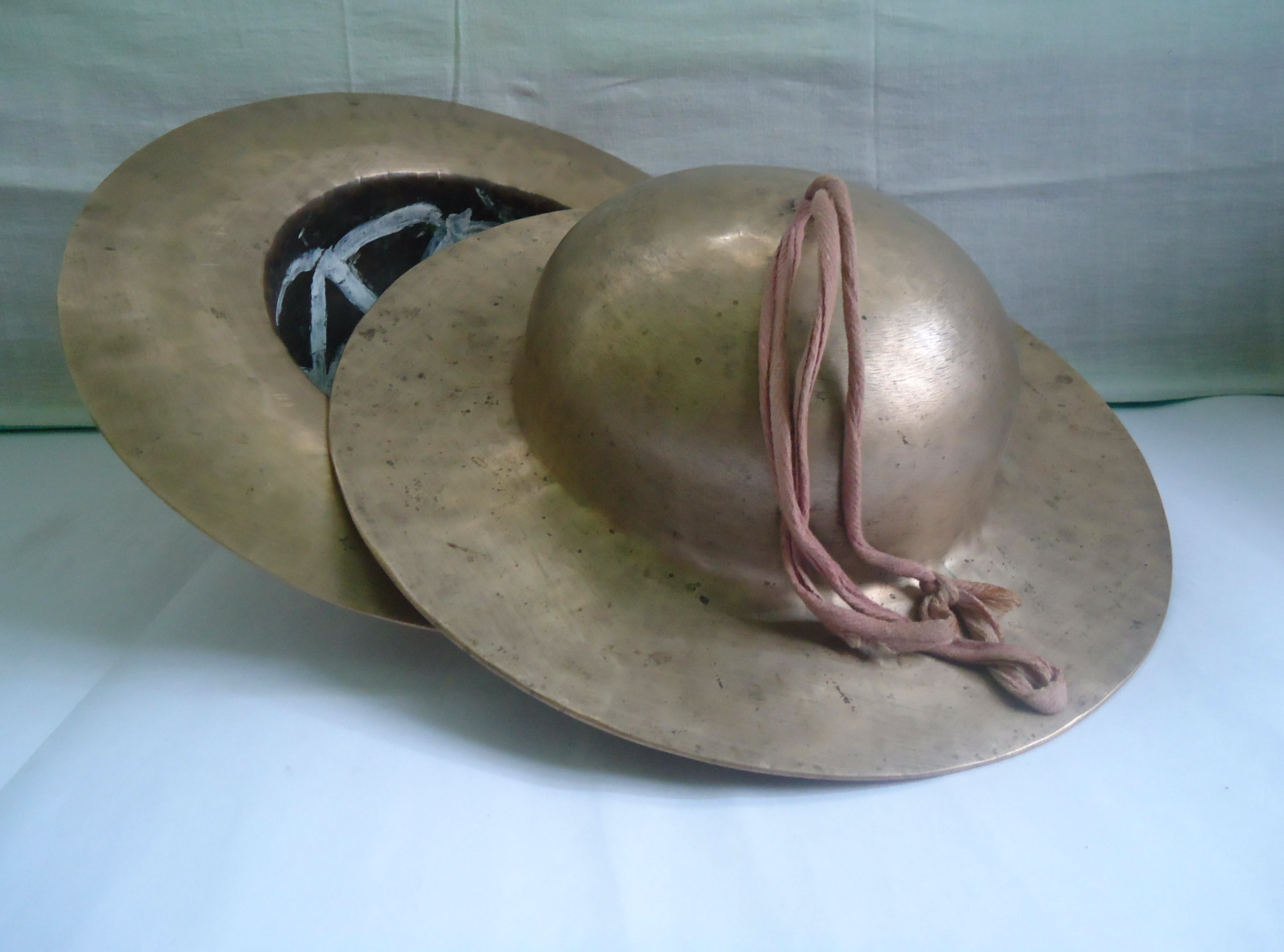
Relativ kleines bartal

Der Durchmesser von bartal, wie sie von Tänzern verwendet werden, beträgt etwa 36 Zentimeter, etwa halb so groß ist der halbkugelförmige Buckel in der Mitte. Mit Durchmessern zwischen 40 und 60 Zentimeter noch größer sind bartal, die Musiker im Sitzen schlagen. Ihr Gewicht beträgt zwischen 2,5 und 6,5 Kilogramm. Bartal werden als die größten indischen Paarbecken genannt, die ansonsten Durchmesser zwischen 15 und 35 Zentimeter besitzen. Bei anderen Paarbecken kann bei vergleichbarem Gesamtdurchmesser der zentrale Buckel wesentlich kleiner sein. Ähnliche Paarbecken in Nord- und Ostindien heißen jhanj (jhanjh), abgeleitet vom arabisch-persischen Wort zang. Sprachlich verwandt ist jhanj bei den Santhal, einer Adivasi-Gruppe in Bihar und jhan-jhan bei den Oraon in Jharkhand. Ebenfalls große Paarbecken sind brahmatala in Südindien, kasala in Odisha und talalu in Andhra Pradesh. Das bartal produziert einen tiefen Ton, der mit über 15 Sekunden sehr lange nachklingt.
Die Paarbecken unterscheiden sich spieltechnisch und in ihrer Form von den Buckelgongs (allgemein ghana), die in Nordostindien in einigen Varianten vorkommen und häufig eine besondere kulturelle Bedeutung besitzen. Buckelgongs werden wie auch der schalenförmige Gong rang der Garo und einige Schlitztrommeln mit einem hölzernen Schlägel angeschlagen. Große Paarbecken und kleine schwere Zimbeln gehören in Assam und im übrigen Nordostindien zu religiösen, also hinduistischen oder tibetisch-buddhistischen Zeremonien.
Die einzelnen Teile von Zimbeln und Paarbecken tragen die assamesischen Bezeichnungen paat (flacher Rand), betu (Buckel) und bindha (Loch in der Mitte des Buckels). Eingeteilt werden die als tala-vadya verwendeten assamesischen Perkussionsinstrumente nach Form und Klangqualität. Das patital ist kleiner als das bartal und besitzt einen deutlich dünneren Rand. Der Durchmesser des bihutal ist zwar noch kleiner als derjenige des patital, dafür ist der Buckel beim bihutal etwas größer. Die wesentliche Unterscheidung zwischen diesen beiden Paarbecken ist jedoch die Verwendung bei unterschiedlichen Anlässen. Ferner werden in Assam zwei kleine, dickwandige Zimbeln geschlagen. Der Durchmesser der kutital beträgt sechs Zentimeter. Die relativ schwere mandira mit fünf Zentimeter Durchmesser besitzt keinen Rand, aber dafür einen hohen Buckel. Sie entspricht etwa der weit verbreiteten jalra, die zur Begleitung religiöser Lieder (bhajans) verwendet wird. Außer diesen gebuckelten Paarbecken und Zimbeln kommen in Assam noch die flache Scheibe kah vor, die bei religiösen Liedern verwendet und mit einem weichen Schlägel auf die Mitte geschlagen wird, sowie die Bambus- oder Holzklapper kartal, die gabelförmige Bambusklapper toka und die Handglocke tilinga.

## Spielweise
Bartal werden hauptsächlich bei hinduistischen Gesangsstilen und Tänzen gespielt. Eine der Verehrung Vishnus dienende Bhakti-Liedgattung heißt Thiyanam, wobei nam überwiegend ein religiöses Lied bedeutet, während die assamesischen Lieder mit git (von Sanskrit gita) im Namen eher einen säkularen Inhalt haben. Thiyanam besteht aus mehreren musikalischen Abschnitten, deren Tempo (laya) sich allmählich bis zu druta (Tempobezeichnung „schnell“) im vierten Abschnitt steigert. Der religiöse Rezitator (pathak) singt, während seine Begleiter mit den Händen klatschen und das Kesseltrommelpaar nagara spielen. Der bartal-Spieler gibt dabei den Takt vor. Anschließend beginnt bei dieser Zeremonie der Bartal nritya, ein für Assam typischer und sehr beliebter Tanzstil. Den noch jungen Bartal nritya entwickelte der assamesische Tänzer Narahari Burha Bhakat aus dem Sattriya, dem bekanntesten assamesischen Tanzstil, der in die Reihe der acht klassischen indischen Tanzstile aufgenommen wurde.
Palnam und Nam Prasanga sind weitere vishnuitische Gesänge und Tänze mit bartal-Begleitung. Der Gayan bayan ist ein devotionaler Gesang, der ebenfalls in der vishnuitischen Sattriya-Tradition steht. Der gayan genannte Sänger wird von Instrumentalisten begleitet, die bayan heißen. Die vishnuitische Tradition von Assam verdankt viel Anuradha Deva, der Anfang des 17. Jahrhunderts die Mayamara- (Muamaria-)Sekte gründete. Neben mehreren bartal werden die Doppelkonustrommeln khol (auch mridanga) verwendet, die den südindischen mridangam und den in Manipur gespielten pung ähneln. Anuradha Deva soll nach Angabe seiner Gläubigen über 200 Lieder (git) komponiert haben. Die meisten bekannten Lieder bestehen aus vier bis sechs Versen und sind in ihrer musikalischen Struktur an 36 Ragas der klassischen indischen Musik angelehnt.
Im Zentrum des Gesangsstils Nagara Nam stehen eine oder zwei sehr große Kesseltrommeln nagara. Musiker mit mehreren großen bartal begleiten den religiösen Gruppengesang. Ghosanaam ist ein Bühnentanz, bei dem eine Tänzerin Geschichten aus den Epen Mahabharata, Ramayana und aus den Puranas darstellt. Zur Begleitung werden mehrere bartal und eine große nagara geschlagen.
Zur Tradition des assamesischen Vishnuismus (Ekasarana Dharma) gehört auch das im 16. Jahrhundert von Sankaradeva entwickelte Tanzdrama Ankiya Nat. Drama war die letzte der Kunstformen, mit denen Sankaradeva in hohem Alter seine Religion in Assam verbreitete. Die Sänger (gayana) begleiten sich mit bartal und die Trommler (vayana) spielen khol. Als Melodieinstrument kommt die Kegeloboe kali (auch kaliya) vor, eine Variante der mohori oder in Südindien der mukhavina. Beim Auftritt Krishnas ertönt ein Schneckenhorn (sankh). Im Ankiya Nat-Ensemble der Stadt Nagaon spielten 1974 zwölf khol, sechs bartal und zwei kali. Die Aufführungen finden im Namghar statt, dem traditionellen Versammlungshaus der von Sankaradeva gegründeten religiösen Gemeinschaft.
Manche Andachtslieder werden nur von Frauen gesungen, die sich von Sankaradeva die Heilung von einer Krankheit, ein langes Leben und Wohlstand erhoffen. Hierzu gehören die im Ruf-und-Antwort-Stil gesungenen Dihanaam, die rhythmisch mit bartal oder anderen Paarbecken, nagara, khol und Händeklatschen begleitet werden.